# Trappistenabtei Spencer

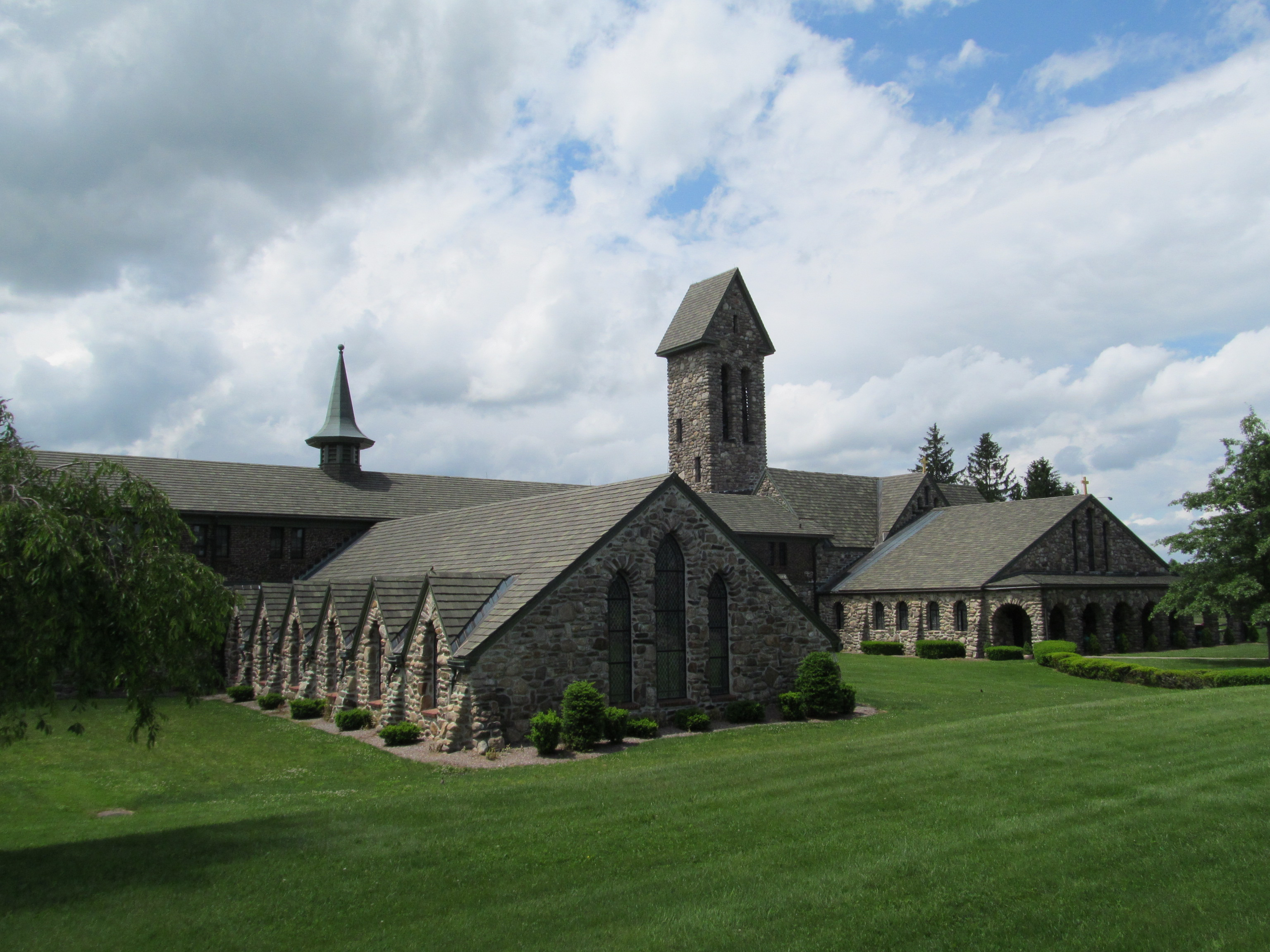
St. Joseph’s Abbey, Spencer

Die Trappistenabtei Spencer (lat. Abbatia Beatae Mariae de Sancto Joseph apud Spencer, engl. St. Joseph’s Abbey) ist ein US-amerikanisches Kloster (St. Joseph’s Abbey) in Spencer, Worcester County (Massachusetts), Bistum Worcester. Von 1901 bis 1950 befand sich das Kloster unter dem Namen Our Lady of the Valley in Valley Falls, Rhode Island.

## Geschichte
Das kanadische Kloster Petit Clairvaux in Tracadie, Nova Scotia, hatte am Ende des 19. Jahrhunderts (vor allem durch Brand) so viele Rückschläge erlitten, dass es sich entschloss, den Ort aufzugeben und in den Vereinigten Staaten neu anzufangen. So kam es in Lonsdale, Cumberland (Rhode Island), Providence County, Bistum Providence, zur Gründung des Priorats Our Lady of the Valley („Maria Tal“, gemeint ist das Tal des Blackstone River), das 1945 zur Abtei erhoben wurde. Als auch dieses Kloster 1950 durch Feuer vernichtet wurde, zog man mit 80 Mönchen um in die Alta Crest Farms in Spencer, Massachusetts, und gründete dort die St. Joseph’s Abbey, die (unter dem tatkräftigen Abt Edmund Futterer, 1901–1984) bis 1957 auf 186 Männer anwuchs. 1969 wurden die in Our Lady of the Valley verstorbenen Mönche nach Spencer umgebettet und so die Kontinuität und Identität beider Klöster noch verstärkt. Von Spencer und seinem Abt Thomas Keating (zusammen mit Basil Pennington) ging die Meditationsform des Centering Prayer (Gebet der Sammlung) aus.

## Obere, Prioren und Äbte ab 1901
- John-Mary Murphy (1898–1913)
- Jean O’Connor (1913–1943)
- Edmond Futterer (1943–1961)
- Thomas Keating (1961–1981)
- Paschal Skutecky (1981–1983)
- Augustine Roberts (1983–1996)
- Damian Carr (1996–2020)
- Vincent Rogers (seit 2020)

## Gründungen
- 1948: Trappistenabtei Guadalupe (New Mexico, dann Oregon)
- 1950: Trappistenabtei Berryville Holy Cross (Virginia)
- 1956: Trappistenabtei Snowmass (Colorado)
- 1958: Trappistenabtei Azul (Argentinien)
- 1960: Trappistenabtei Miraflores (Chile)